# Architecture in Helsinki
Gli Architecture in Helsinki sono un gruppo musicale di musica indie australiano, formatosi nel 2000.

## Stile
La loro musica si avvale di una vasta gamma di strumenti, dai più rari come sintetizzatori analogici, campionatori e glockenspiel, fino agli strumenti classici come tromba, tuba, trombone, clarinetto e flauto dolce, e alle più convenzionali chitarra, basso e batteria.

## Storia
Il gruppo si forma a Melbourne dall'iniziativa di alcuni amici studenti di arte. Nel febbraio 2003 viene pubblicato il primo disco Fingers Crossed, registrato tra il 2001 e il 2002 proprio a Melbourne e pubblicato dall'etichetta indipendente Trifekta. Sempre nel 2003 il gruppo si esibisce dal vivo con The Go-Betweens, Yo La Tengo, múm e Arab Strap. Collabora con diversi artisti di musica elettronica per l'EP Kindling. Dal febbraio 2004 il gruppo intraprende un tour in Europa, Stati Uniti e Giappone e nell'aprile dello stesso anno il disco d'esordio viene pubblicato in Nord America attraverso la Bar/None Records.
Nell'aprile 2005 pubblicano il secondo album, In Case We Die, che riceve tre nomination agli ARIA Awards e che viene prodotto dai The Carbohydrates.
Verso la metà del 2006 il gruppo annuncia una modifica della line-up e nell'ottobre dello stesso anno pubblica un album di remix dal titolo We Died, They Remixed, a cui partecipano tra gli altri Hot Chip, New Buffalo e Safety Scissors.
Nel luglio 2007 viene diffuso il disco Places Like This (Polyvinyl Record Co.), registrato da Dave Sitek (TV on the Radio) a Brooklyn e a Sydney. Il primo singolo estratto dall'album è Heart It Races. Nell'agosto 2007 si esibiscono per la prima volta ad Helsinki, città contenuta nel nome del gruppo.
Nel 2008 il gruppo produce e pubblica il singolo That Beep.
Nell'aprile 2011 esce il quarto album intitolato Moment Bends.
Nel marzo 2014 esce NOW + 4EVA (Casual Workout).

## Tour
La band è stata protagonista di diversi tour, nazionali e internazionali; fra gli altri, negli Stati Uniti hanno suonato con i Death Cab for Cutie ed i Clap Your Hands Say Yeah e hanno aperto i concerti di David Byrne, The Polyphonic Spree, Yo La Tengo e Belle & Sebastian.

## Formazione
Attuale
- Cameron Bird - voce, chitarra, tastiere (dal 2000)
- Gus Franklin - tastiere, chitarra, voce, trombone, batteria (dal 2002)
- Jamie Mildren - chitarra, basso, tastiere, flauto (dal 2000)
- Sam Perry - basso, tastiere (dal 2000)
- Kellie Sutherland - voce, tastiere, clarinetto (dal 2000)

Ex membri
- Isobel Knowles - tromba, tastiere, cori (2002-2006)
- Tara Shackell - tuba, trombone, tastiere, cori (2002-2006)
- James Cecil - batteria, chitarra, tastiere (2000-2008)

## Discografia

### Album studio
- 2003 - Fingers Crossed
- 2005 - In Case We Die
- 2007 - Places Like This
- 2011 - Moment Bends
- 2014 - NOW + 4EVA

### Raccolte
- 2006 - We Died, They Remixed

### EP
- 2002 - Like a Call
- 2003 - Kindling
- 2004 - Keepsake
- 2008 - Like it or Not

### Singoli
- 2005 - Do the Whirlwind
- 2005 - Maybe You Can Owe Me/It'5!!!
- 2006 - Wishbone
- 2007 - Heart it Races
- 2007 - Hold Music
- 2008 - That Beep
- 2010 - Contact High
- 2011 - Escapee
- 2013 - In the Future
- 2013 - Dream a Little Crazy
- 2014 - I Might Survive

### Video musicali
- 2003 - Like a Call - diretto da Isobel Knowles
- 2003 - Kindling - diretto da Kellie Sutherland
- 2005 - It'5! - diretto da Isobel Knowles e Ali Dullard
- 2005 - Do the Whirlwind  versione australiana - diretto da Paul Robertson
- 2006 - Do the Whirlwind versione inglese - diretto da Nima Nourizadeh
- 2006 - Wishbone - diretto da Isobel Knowles
- 2007 - Heart it Races - diretto da Kris Moyes
- 2007 - Hold Music - diretto da Kim Gehrig
- 2007 - Debbie - diretto da Josh Logue
- 2008 - Like It or Not - diretto da Josh Logue
- 2008 - That Beep - diretto da Krozm
- 2011 - Contact High - diretto da Krozm
- 2011 - Escapee - diretto da Marcus Soderlund
- 2011 - W.O.W. - diretto da Krozm